# Padilla (Colombia)
Padilla è un comune della Colombia facente parte del dipartimento di Cauca.
Il centro abitato venne fondato da Gonzalo Loboa, Marcial Aguilar, Apolinar Muñoz, Amelia Muñoz ed altri coloni nel 1917, mentre l'istituzione del comune è del 30 novembre 1967.